# レオン・バッティスタ・アルベルティ

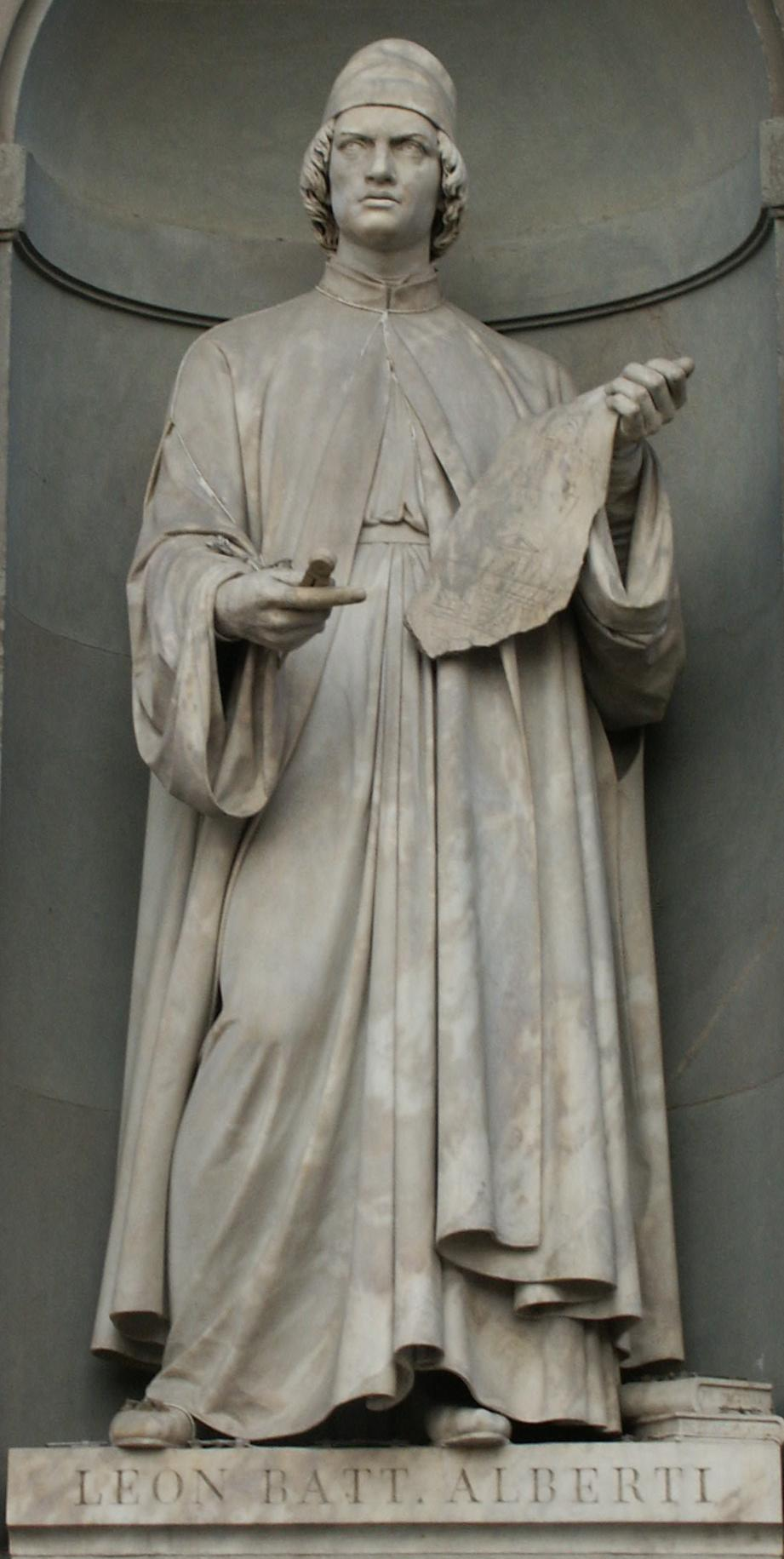
アルベルティ像（ロレンツォ・バルトリーニ作）

レオン・バッティスタ・アルベルティ（Leon Battista Alberti、1404年2月14日 - 1472年4月25日）は、初期ルネサンスの人文主義者、建築理論家、建築家である。専攻分野は法学、古典学、数学、演劇作品、詩作であり、また絵画、彫刻については実作だけでなく理論の構築にも寄与する。音楽と運動競技にも秀で、両足を揃えた状態で人を飛び越したと伝えられる。
彼は多方面に才能を発揮し、ルネサンス期に理想とされた「万能の人」の最初の典型と言われた天才。確実に彼に帰属するとされる絵画、彫刻は現在のところ伝わっておらず、建築作品についても少数ではあるが、深い芸術理論は様々な分野で後世に影響を与えた。

## 生涯

### 生い立ち
アルベルティ家はフィレンツェにおいて銀行を営む有力商人貴族であったが、グエルファ党に属していたため、ギベリン党との抗争によって1387年に国外追放された。
レオンはロレンツォ・アルベルティの庶子として亡命先のジェノヴァに生まれ、1414年にはヴェネツィアに移住した。早くから英才教育を受け、パドヴァで古典学と数学を学んだ後、1421年にボローニャ大学に進んだ。彼はそこで教会法で学位を取得し、1428年に卒業。以後は1432年に教皇庁の書記官となるまでヨーロッパを歴訪した。 
1428年には、アルベルティ家への追放命令が解除されたためフィレンツェを訪れ、1434年にはエウゲニウス4世とともに再訪するが、そこでフィリッポ・ブルネレスキ、ドナテッロ、マザッチョと親交を結んだ。1436年には、彼らに『絵画論（Della pittura）』を献呈している。

### ローマの記念物監督官に
1432年頃、ローマに移住し、親友であったフラーヴィオ・ビヨンドの仲介により、教皇庁の記念物監督官となった。エウゲニウス4世は、すでに建築事業顧問であったベルナルド・ロッセリーノにアルベルティの助言を仰ぐことを指示し、1453年から断続的にアクア・ヴェルジネの水路修復とトレヴィの泉の造営を行った。しかし、トレヴィの泉は1732年から全面的に改修されたため、彼らの作品をみることはできない。

教皇庁において、アルベルティはキケロなどの古代ローマ時代の人文学に傾倒した。特に彼の目を引いたのは、ウィトルウィウスの『建築について』であったと考えられる。アルベルティは、そこに書かれている人体比例と建築比例の理論に着目し、これを基礎として、1451年までに著書『建築論（De re aedificatoria）』を完成させた。彼は、この論考に死ぬまで手を入れており、1485年になってフィレンツェで刊行された（原本・初版ともにラテン語である。イタリア語訳のものは、1546年にヴェネツィアで発刊された）。
アルベルティは、フィレンツェの有力な商人であったジョヴァンニ・ディ・パオロ・ルチェッライと親しく、1446年に起工されたパラッツォ・ルチェルラーイ（イタリア、フィレンツェ、1446～51年）の設計を行なっている。これは全面的にオーダーを用いた最初の例で、ファサードは明らかにローマのコロッセウムを参考にしている。
その後、彼はルーカ・デッラ・ロッビアとともにリミニのシジズモンド・マラテスタ公に召喚され、1446年10月31日に、サン・フランチェスコ聖堂を改装してテンピオ・マラテスティアーノとする工事が起工する（これはシジズモンド・マラテスタ公の失脚と死により未完に終わった）。

### フィレンツェに戻る
フィレンツェに戻った彼は、パオロ・ルチェッライからサンタ・マリア・ノヴェッラ教会正面の設計を委託された。アルベルティは、正方形の組み合わせと単純な比例関係を構築し、総大理石のファサードを設計したが、これが完成したのは彼の死後、1477年である。フィレンツェでは、1460年、ミケロッツォ・ディ・バルトロメオの設計によるサンティッシマ・アンヌンツィアータ聖堂の建築を引き継ぎ、後陣部分の設計にも携わっている。
1459年、ピウス2世に従ってマントヴァを訪れたアルベルティは、1470年に再びここを訪れ、二つの教会、サン・セバスティアーノ聖堂（マントヴァ、1459年～）とサンタンドレア聖堂（マントヴァ、1472年～）の設計を請け負った。前者の設計は1460年に構想されており、1470年に修正、起工された。後者は1470年に構想された、彼の最も影響力の大きい建築である。ラテン十字の平面を持つこの教会堂には、古代ローマ神殿と凱旋門のデザインを適用しており、内部はブルネレスキのデザインしたトスカーナのロマネスク的バシリカ型とは異なる、堂々としたトンネル型ヴォールトを用いた。

### 死去
1471年にもマントヴァに滞在するが、ローマに戻った1472年に死去した。彼は、親切で礼儀正しく、紳士的であったため、生涯を通じて尊敬された。

## 影響
彼は芸術のみならず、科学的分野においても足跡を残している。暗号アルファベットを交互に使用する多アルファベット換字式暗号（Polyalphabet substitution cipher）(ヴィジュネル暗号の原型)を発明したことはよく知られているが、その思考は数学論だけではなく、力学、家庭経済にも及ぶ。
アルベルティの『絵画論（De pictura）』は、西洋絵画を確立したものであると言っても過言ではない。彼は遠近法の手法を構築し、絵画は遠近法と構成と物語の三つの要素が調和したものであると考え、これによって絵画の空間を秩序づけた。彼は、芸術作品について常に調和を重んじ、それを文法化することに腐心した。そのため、彼の芸術論は非常に優れたテキストであった。
ルネサンス最初の建築理論となる『建築論』は、ウィトルウィウスの『建築について(建築十書)』と、ローマ建築の遺構を調査して書き上げられたものであるが、ウィトルウィウスのラテン語能力の低さと、用いられているギリシャ建築の用語が全く知られていなかったため、『建築について』の理解は多難を極めた。しかし、彼は建築比例と5種類のオーダーを再発見し、その要素を『建築論』にまとめた。アルベルティの紹介した人体比例は、レオナルド・ダ・ヴィンチの有名なスケッチ、『ウィトルウィウスによる人体比例図』に図式されている。建築論を書いた後に設計をはじめたという点が独特であるが、その建築作品は教条的ではなく、自らの『建築論』にしたがわない部分もしばしば見受けられる。また、ローマ建築を懐古的に処理することもなく、むしろ自由に、実験的に操作した。

### 気象の測定
アルベルティは風力の定量的な測定器を作った初めての人とされている。彼は1450年頃に板の傾きで風圧を測る風力計（swinging-plate anemometer）を考案した。レオナルド・ダ・ビンチが考案したとされる風力計より約20年早く、しかもレオナルドはアルベルティの風力計にも言及しているので、アルベルティの風力計が記録が残っている中で世界で最も古いとされている。また、彼は最も古い湿度計も作ったとされている。それは1452年に「建築論（De re aedificatoria libri decem）」の中に記されたもので、海綿（スポンジ）が湿ると重さが変わることを利用したものである。

## 主要作品

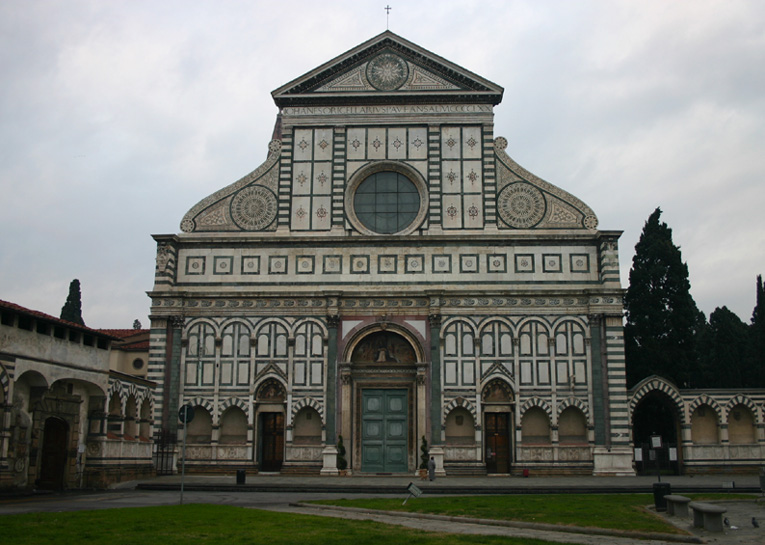
サンタ・マリア・ノヴェッラ教会のファサード

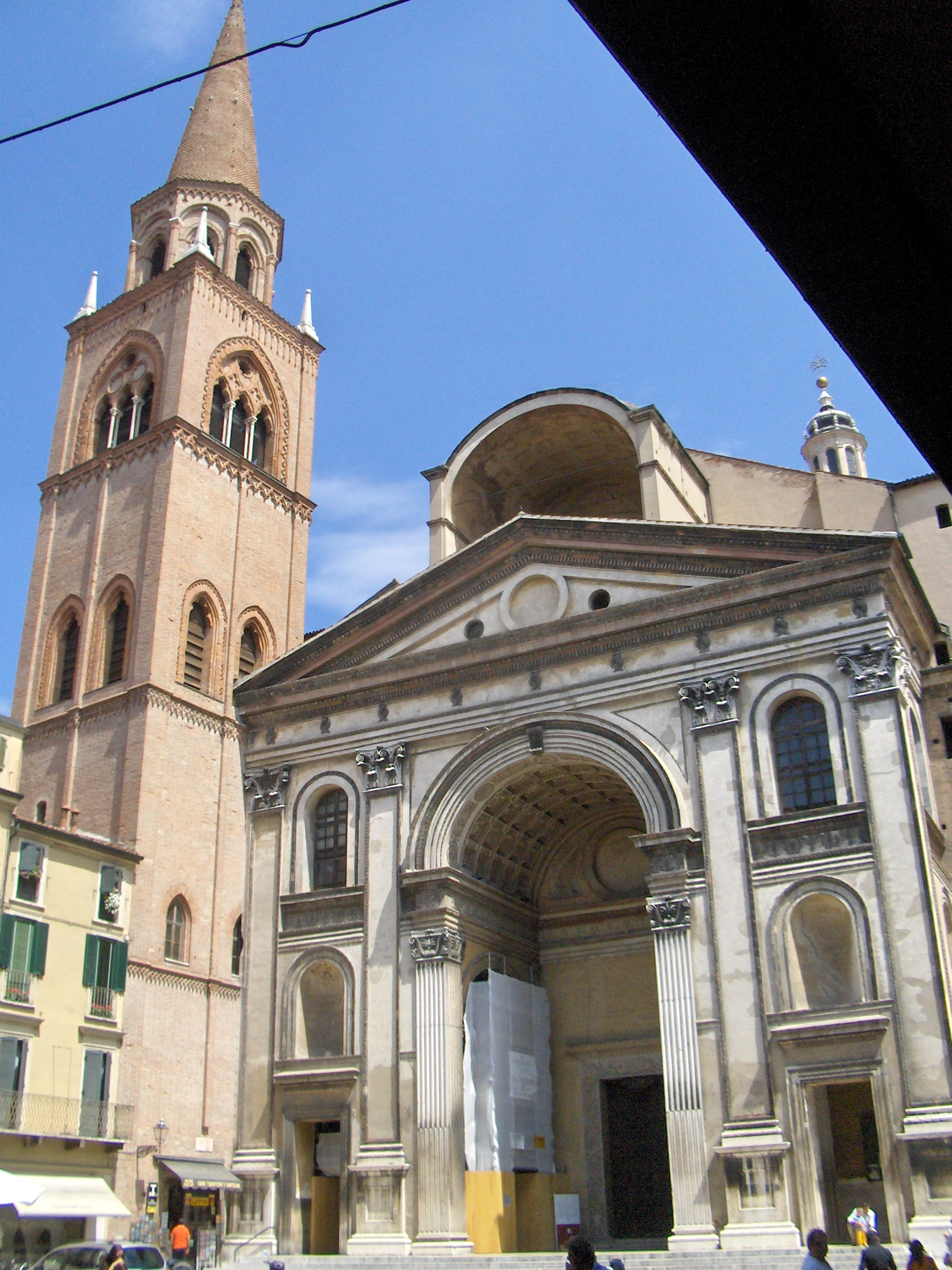
マントヴァのサンタンドレア教会

- 『重量・挺・牽引法（Trattato sui pondi, leve e tirari）』
- 『数学的遊戯（Ludi matematici）』
- 『家族論（Della famiglia）』
- 『市民生活論（Teogenio）』
- 1435年に執筆　『絵画論（De pictura）』
- 1443年から1451年に執筆　『建築論（De re aedificatoria）』（初版は1485年）
- 1446年頃起工・1451年完成　パラッツォ・ルチェッライ（フィレンツェ）
- 1446年起工・1468年中断（未完）　テンピオ・マラテスティアーノのファサード（リミニ）
- 1456年起工・1470年完成　サンタ・マリア・ノヴェッラ教会のファサード（フィレンツェ）
- 1460年頃設計　サン・セバスティアーノ教会（マントヴァ）
- 1472年起工・1494年完成　サンタンドレア教会（マントヴァ）

### 日本語文献
- 『絵画論』 三輪福松訳、中央公論美術出版、新装版1992年
- 『芸術論』 森雅彦編訳、中央公論美術出版、1992年、新装版2011年
- 『建築論』 相川浩訳、中央公論美術出版、1982年
- 『家族論』 池上俊一・徳橋曜共訳、講談社、2010年
- 『モムス　あるいは君主論』 福田晴虔、建築史塾あるきすと、2018年

#### 伝記研究
- 相川浩 『建築家アルベルティ　クラシシズムの創始者』 中央公論美術出版、1988年
- 池上俊一 『イタリア・ルネサンス再考　花の都とアルベルティ』 講談社学術文庫、2007年
- 福田晴虔 『アルベルティ イタリア・ルネサンス建築史ノート2』 中央公論美術出版、2012年8月 - 横書き表記
- アンソニー・グラフトン 『アルベルティ イタリア・ルネサンスの構築者』 森雅彦ほか訳、白水社、2012年9月